# Нагапанчами
Нагапанча́ми (дев. नाग पंचमी) — индуистский праздник, в ходе которого верующие поклоняются живым змеям или их изображениям. Праздник отмечается в разных частях Индии в пятый день после амавасьи месяца шравана.
В Пуранах описывается, что у сына Брахмы, мудреца Кашьяпы, было четыре жены. От первой из них родились девы, от второй (которую звали Кадру) — Гаруда, от третьей — наги, от четвёртой — дайтьи. В Пуранах упоминается восемь великих нагов: Ананта, Васуки, Падманабха, Камбала, Шанкхапала, Дхартараштра, Такшака и Калия. Считается, что именно в этот день по индуистскому лунному календарю Кришна одержал победу над Калией.
Согласно традиции, в день Нагапанчами замужние женщины навещают своих родителей. В индийских деревнях местные жители часто устраивают катание молодых женщин на качелях, подвешенных к ветвям деревьев. С особым размахом Нагапанчами празднуется в Непале. Среди непальских индусов существуют свои легенды о появлении нагов и праздника в их честь. В день Нагапанчами непальцы вешают у входа в свои жилища изображения нагов, возносят нагам молитвы, выставляют в поле для змей мёд и молоко. Некоторые мужчины надевают маски демонов и танцуют на улицах городов и деревень.